# Fjällsopp
Fjällsopp (Strobilomyces strobilaceus) är en svampart som först beskrevs av Giovanni Antonio Scopoli, och fick sitt nu gällande namn av Miles Joseph Berkeley 1851. Enligt Catalogue of Life ingår Fjällsopp i släktet Strobilomyces, och familjen Boletaceae, men enligt Dyntaxa är tillhörigheten istället släktet Strobilomyces, och familjen Strobilomycetaceae. Arten är reproducerande i Sverige. Inga underarter finns listade i Catalogue of Life.

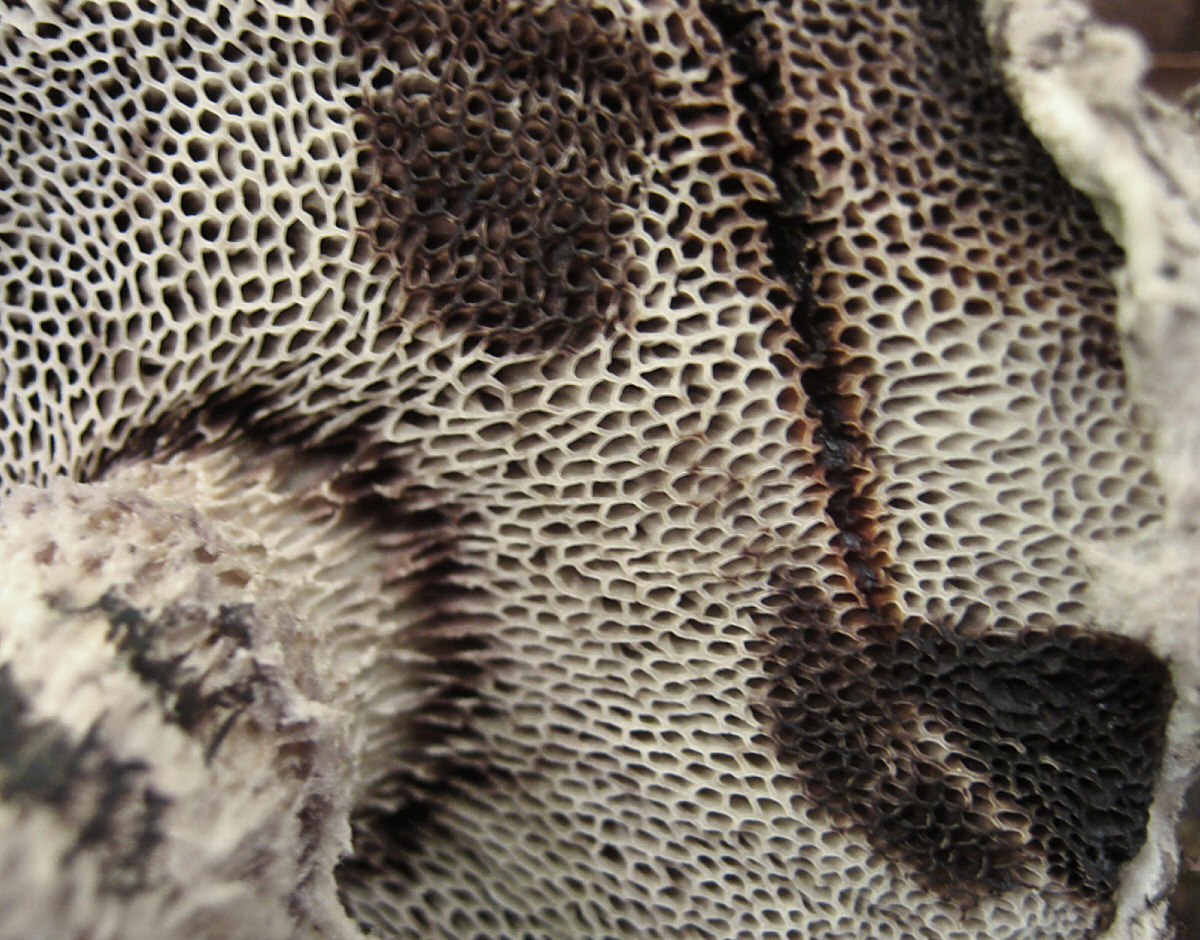
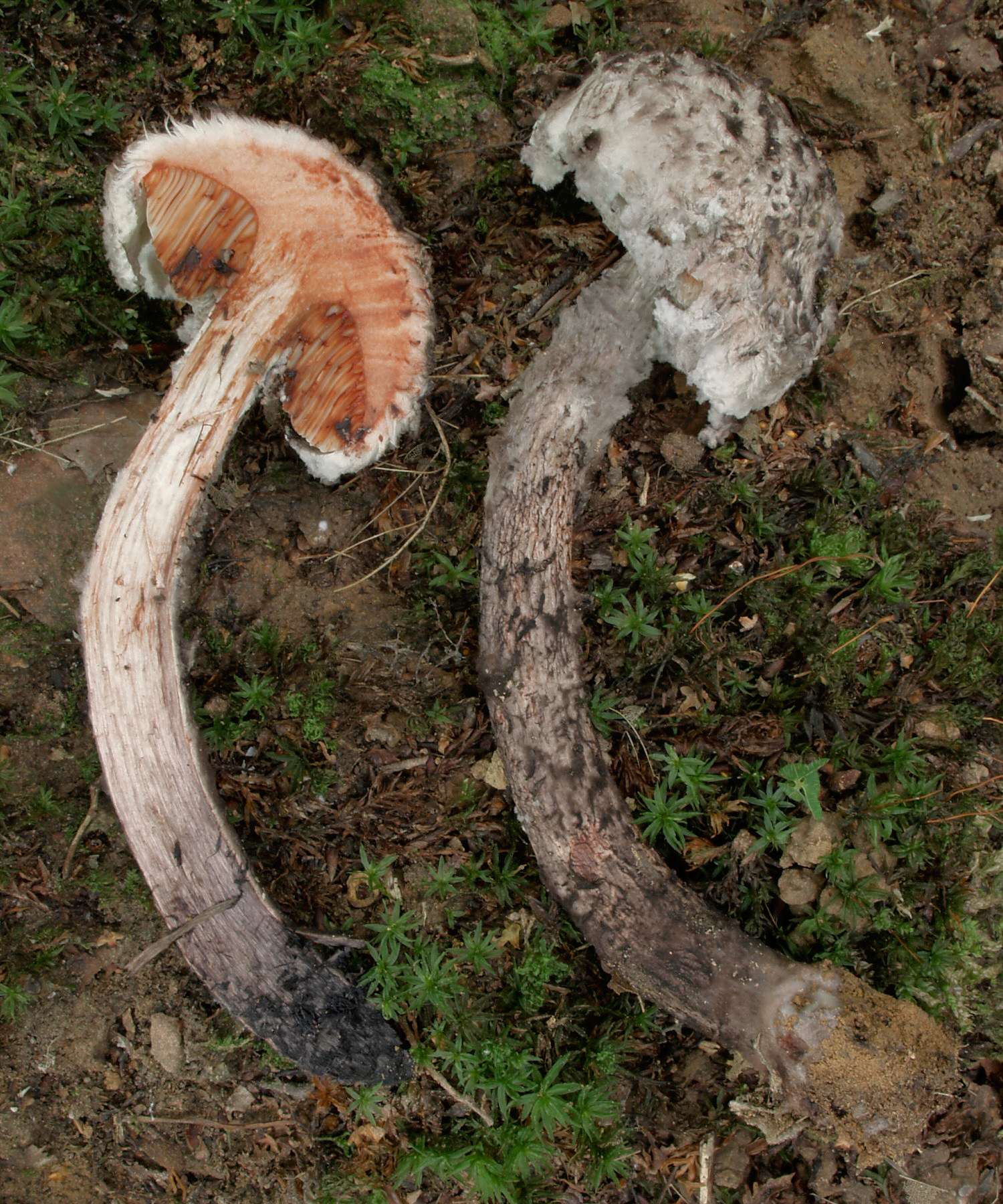
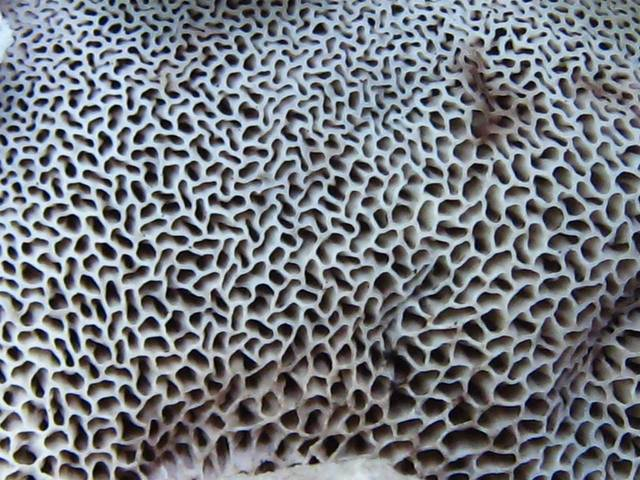
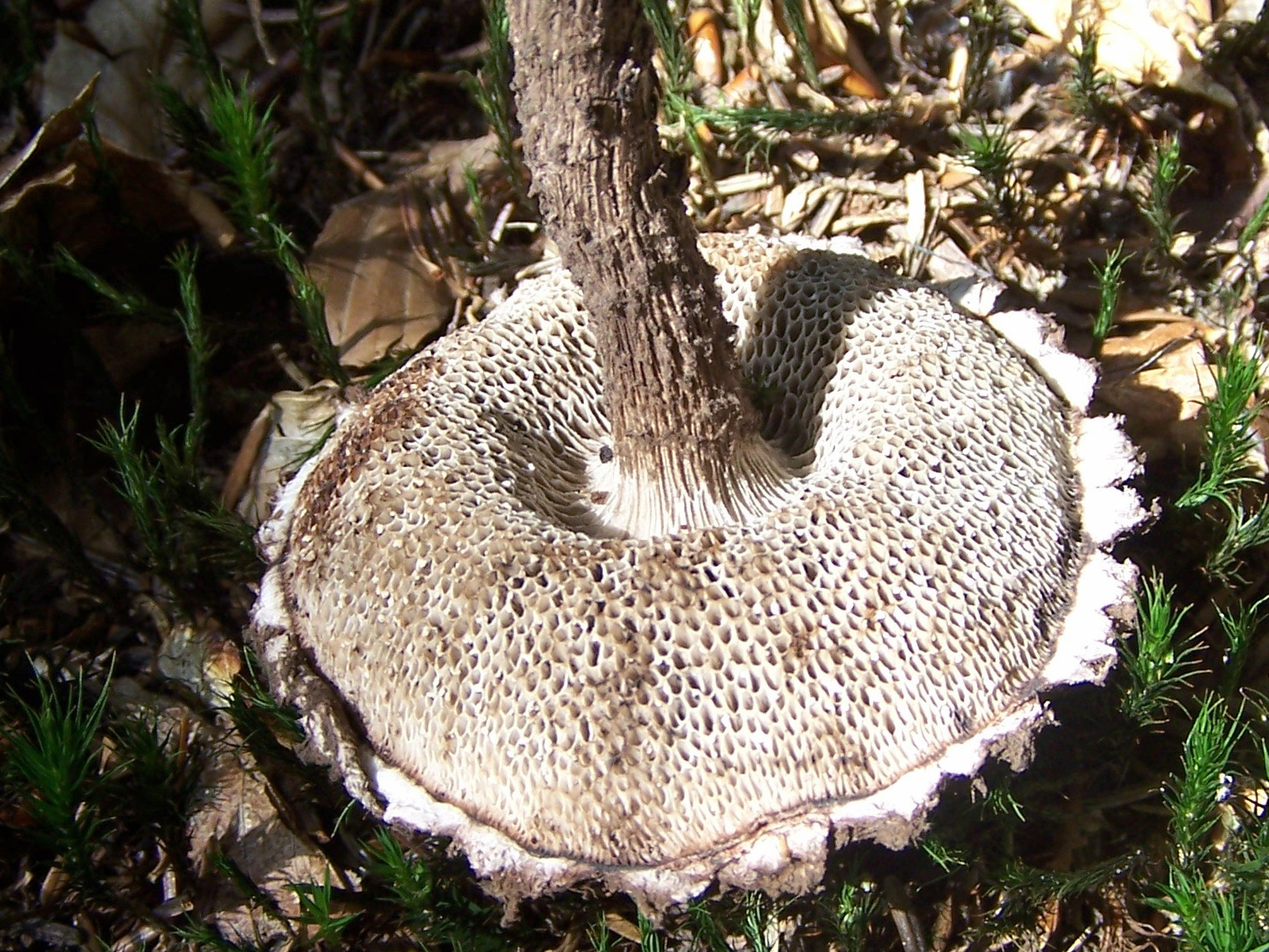
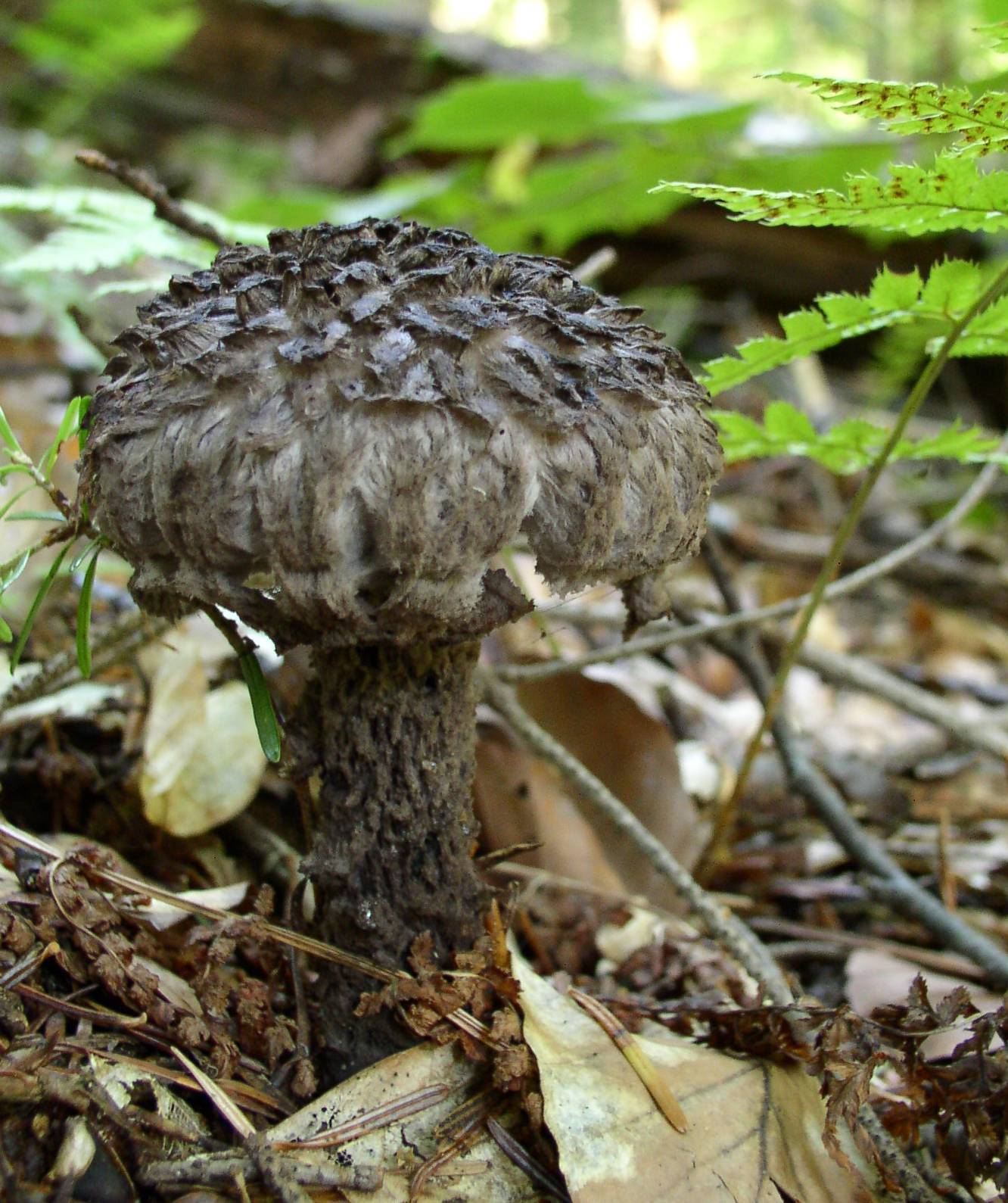
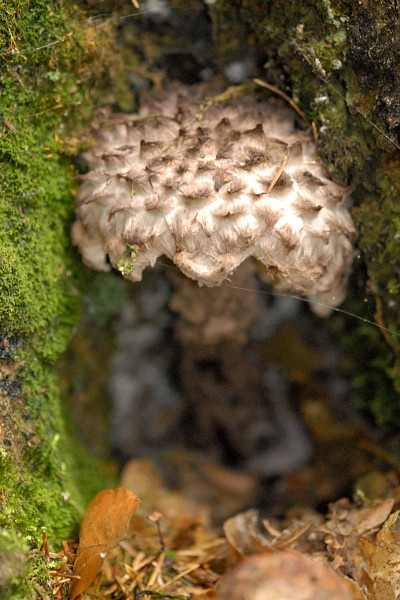